# Bretaña (Requena)
Bretaña es una localidad peruana, capital de distrito de Puinahua, provincia de Requena, al este del departamento de Loreto.

## Descripción
Bretaña es una localidad que sirve para el transporte de petróleo desde el lote 95, a las afueras de la localidad. Así mismo, al ser una localidad petrolera con alta presencia de población amerindia, se suele presentar roces entre ambos grupos.